# La Parque et l'Ange de la Mort
La Parque et l'Ange de la Mort est un tableau de Gustave Moreau peint en 1890 après la mort d'Alexandrine Dureux. Véritable méditation sur la mort produite au moment du retrait du peintre de la vie publique, ses audaces dans l'emploi des couleurs en font une œuvre annonciatrice du fauvisme.

## Historique
À partir de 1890, Gustave Moreau se retire et produit des œuvres à caractère autobiographique dont celle-ci fait partie. Sa « meilleure et unique amie » Alexandrine Dureux est morte et cette œuvre est peinte à sa mémoire, en même temps qu'Orphée pleurant sur la tombe d'Eurydice,.

## Description
La Parque Atropos conduit le cheval noir de l'Ange de la Mort, nimbé et sans visage, une immense épée à la main, que Moreau a affublé d'ailes rouges,. À l'arrière-plan un paysage désolé voit s'élever une lune ensanglantée et décliner un soleil rougeoyant.

« Au sommet d'une lande au fond de laquelle surgit une lune cadavéreuse, lune de la male heure, un cheval monté par l'ange de la mort, quelque écorché obscur, sans peau ce semble, un cierge sanglant au poing, ce cheval ombrageux, l'œil en fièvre, la tête se retournant quinteuse et quémandeuse étrangement vers sa conductrice, une vieille à l'allure suspecte ensevelie dans sa mante, avance un peu féérique avec sa bride de haie vive, surtout il flaire autour de lui partout l'abîme. »

— Francis Poictevin, Heures
Quant à la technique, elle consiste en de grandes coulées de peinture tantôt superposées, tantôt triturées et épaisses.

## Interprétation
Cette peinture évoque l'idée du deuil. Atropos, la plus terrible des trois Parques est celle qui coupe le fil de la vie. Quant à l'Ange de la Mort, il pourrait bien s'agir du quatrième cavalier de l'Apocalypse. Moreau mêle donc ici tradition chrétienne et païenne en un parfait syncrétisme caractéristique de sa peinture,. Comme souvent chez Moreau, la nature est empathique, ainsi on peut voir dans le soleil qui se couche une évocation de la mort.

### Technique
Le traitement particulier de cette toile, presque expressionniste, tant par l'emploi du noir que par la technique rapide et grattée de la peinture et ces tons rougeoyants annonce déjà 15 ans en avance les audaces des peintres fauves et en particulier celles de Georges Rouault, son élève qui devient le premier conservateur du musée Gustave-Moreau,.